# Harald Groth
Harald Groth (* 14. April 1943 in Uslar; † 6. Juli 2025 in Herford) war ein deutscher Politiker (SPD).

## Biografie

### Ausbildung und Beruf
Groth besuchte die Volksschule in Uslar und begann im Anschluss eine Lehre in einem Hüttenwerk. Über den Zweiten Bildungsweg nahm er ein Studium der Sozialarbeit an den Fachhochschulen in Düsseldorf-Eller und in Bremen auf. Er war beschäftigt als Sozialarbeiter und wurde später als Bewährungshelfer tätig. Erneut studierte er Erziehungswissenschaften an der Universität Oldenburg und war im Anschluss bis zum Jahr 1986 Referent bei der Arbeiterwohlfahrt im Bezirksverband Weser-Ems.
Mit einer Arbeit zu „Absicherung des Lebensrisikos Pflege: Reformen und Reformbedarfe der gesetzlichen Pflegeversicherung“ wurde Harald Groth im Jahr 2005 an der Universität Bremen promoviert.

### Politik
Im Jahr 1965 wurde Groth Mitglied der SPD. 
Im Jahr 1972 wurde Groth erstmals Ratsherr der Stadt Delmenhorst. In den Jahren 1972 bis 1974 war er Bürgermeister, von 1974 bis 1976 Oberbürgermeister und von 1976 bis 1990 Beigeordneter der Stadt Delmenhorst. Er war Vorsitzender des Finanzausschusses im Rat und finanzpolitischer Sprecher der SPD-Stadtratsfraktion.
Von 1986 bis 2003 (11. bis 14. Wahlperiode) war er für den Wahlkreis Delmenhorst Mitglied des Niedersächsischen Landtages. 

## Gesellschaftliches Engagement
Bereits seit dem Jahr 1957 war er gewerkschaftlich organisiert. Er war zunächst bei der IG Metall Mitglied, wechselte danach jedoch zur Gewerkschaft ÖTV. Ferner war er Vorsitzender des Kreisverbandes Delmenhorst der Arbeiterwohlfahrt (AWO) und des Präsidiums des AWO-Bezirksverbandes Weser-Ems. Zudem war er Vorsitzender der Delmenhorster Heimstiftung und Mitglied des Aufsichtsrates der Gemeinnützigen Siedlungsbaugesellschaft in Delmenhorst.

### Auszeichnungen
- 2009 erhielt er das Verdienstkreuz am Bande der Bundesrepublik Deutschland.[6]
- Die Marie-Juchacz-Plakette der Arbeiterwohlfahrt wurde ihm im Jahr 2012 verliehen.